# 2009 à la télévision
| Années de la télévision : 2006 - 2007 - 2008 - 2009 - 2010 - 2011 - 2012    |
| Décennies de la télévision : 1970 - 1980 - 1990 - 2000 - 2010 - 2020 - 2030 |

 (mai 2025).
Si vous disposez d'ouvrages ou d'articles de référence ou si vous connaissez des sites web de qualité traitant du thème abordé ici, merci de compléter l'article en donnant les références utiles à sa vérifiabilité et en les liant à la section « Notes et références ».
Cet article présente les faits marquants de l'année 2009 à la télévision.

## Événements
- 5 janvier : Les chaînes du groupe France Télévisions ne diffusent plus de publicités après 20 heures et commencent leurs programmes en prime time à 20 h 35.
- 21 janvier : L'investiture du nouveau président américain, Barack Obama, depuis Washington D.C., et diffusée en mondovision.
- 22 janvier : Francis Guthleben publie un livre aux Éditions Gawsewitch pour dénoncer les « Scandales à France Télévisions », c'est d'ailleurs le nom de l'ouvrage.
- mars : M6 prévoit un journal de 20 heures avec présentateur, en lieu et place du Six', comme elle le fait avec le 12:50. Trois présentateurs sont prévus : un pour la semaine, un pour le week-end et un autre pour les congés scolaires. Ce projet est finalement repoussé au mois de septembre au vu de la conjoncture économique difficile.
- juin : À France 3, départ surprise d'Audrey Pulvar du 19/20. Laurent Bignolas est alors nommé par Paul Nahon pour la remplacer à partir d'août.
- juin : L'émission Fort Boyard (France 2) fête ses 20 ans d'existence, via divers programmes (quotidiennes, programmes courts, etc.).
- 12 juin : Arrêt de la télévision analogique terrestre aux États-Unis.
- 7 juillet : Une cérémonie en hommage à Michael Jackson, au Staples Center de Los Angeles est diffusée en mondovision.
- 7 juillet : Sci Fi Channel aux États-Unis devient Syfy.
- 27 juillet : Le Juste Prix revient désormais sur TF1 avec pour présentateur l'humoriste Vincent Lagaf.
- 29 août : Anne-Gaëlle Riccio quitte la présentation de Fort Boyard.
- 31 août : TQS devient V.
- 4 septembre : Naissance du groupe Cinetoile Productions S.A. et des chaînes Cinetoile, Cinetoile HD et Tiny Etoile TV.
- 7 septembre : M6 lance son nouveau journal télévisé : le 19:45.
- 19 décembre : France Télévisions lance la nouvelle offre jeunesse Ludo sur France 3 et France 4 et Ludo Zouzous sur France 5, remplace Toowam sur France 3, puis Les Zouzous sur France 5, ainsi que c’est la première offre jeunesse sur France 4.
- 28 septembre : TF1 remet Tournez manège ! avec à l'antenne Cauet.
- 31 décembre : La chaîne Fox Life s'arrête en France.

## Émissions
- 13 janvier : Début de l'édition spéciale de Koh-Lanta, Koh-Lanta : Le Retour des héros, sur TF1, présenté par Denis Brogniart.
- 24 avril : Début de la 4e saison de Pékin Express sur M6, présenté par Stephane Rotenberg.
- 19 juin : Début de la 3e saison de Secret Story sur TF1, présenté par Benjamin Castaldi.
- 27 juin : Début de la 20e saison de Fort Boyard sur France 2, présenté par Olivier Minne et Anne-Gaëlle Riccio.
- 17 juillet : Début de la 1re saison de Total Wipeout sur M6, présenté par Stephane Rotenberg, Alex Goude et Sandrine Corman.
- 28 août : Début de la 9e saison de Koh-Lanta, Koh-Lanta : Palau sur TF1, présenté par Denis Brogniart.
- 18 décembre : 
  - Arrêt de l'émission jeunesse Les Zouzous sur France 5.
  - Arrêt de l'émission jeunesse Toowam sur France 3.
  - Arrêt de l'émission 10 h le mag sur TF1.
- 19 décembre : 
  - Première diffusion de la nouvelle émission jeunesse Ludo sur France 3 et France 4.
  - Première diffusion de la nouvelle émission jeunesse Ludo Zouzous sur France 5.

10 janvier : L'émission Mot de passe fait ses débuts sur France 2.
- 2 septembre : Les émissions KD2A, CD2A et TD2A s'arrêtent sur France 2.

## Séries télévisées
- Début de la neuvième saison de Smallville aux États-Unis.
- Début de la huitième saison de Scrubs sur ABC, aux États-Unis.
- Quatrième et dernière saison de Battlestar Galactica aux États-Unis.
- Premier épisode de la première saison de Sonny sur Disney Channel (États-Unis).
- Diffusion de la troisième saison évènement de Nos années pension sur France 2.
- Lancement de la série La Route des Farces en République tchèque sur ČT2.
- Diffusion de la saison 1 de Star Wars: The Clone Wars en France sur W9.
- Lancement de la série Glee.
- Lancement de la série Un village français sur France 3.
- Lancement de la série D'une route à l'autre au Luxembourg, en France, en Belgique et en Allemagne.
- Début de la huitième saison de Scrubs sur TPS Star, en France.
- Début de la saison 5 de Desperate Housewives sur M6.
- Début de la saison 1 de NCIS : Los Angeles aux États-Unis.
- Début de la saison 21 de Les Simpson sur la FOX aux États-Unis.
- Début de la troisième saison de The Big Bang Theory aux États-Unis.
- Lancement de la série Stargate Universe aux États-Unis sur Syfy.
- Début de la diffusion de la série The Big Bang Theory sur NRJ 12, en France.
- Début de la saison 1 de Sons of Anarchy en France.
- 1re diffusion de Breaking Bad, sur Orange Cinémax en France.
- Début de la neuvième [saison de Scrubs  sur ABC, aux États-Unis.
- Diffusion de la saison 3 de Supernatural sur M6.
- Début de Profilage sur TF1.
- Diffusion de la première saison de Fringe sur TF1
- Diffusion de la première saison de Kaeloo sur Canal+

## Feuilletons télévisés
- 21 janvier : Début de la cinquième saison de Lost aux États-Unis.
- 28 janvier : Diffusion du 7000e épisode de Coronation Street.
- 10 septembre : Début de la septième saison de 24 heures chrono en France.
- 13 septembre : Arrêt de la série d'animation Les Rois du Texas aux États-Unis après 13 saisons.
- 21 septembre : Début de la saison 6 de Dr House aux États-Unis.

## Principaux Décès
- 25 juin : Farrah Fawcett, actrice, américaine (° 2 février 1947).
- 26 août : René Morizur, saxophoniste et accordéoniste français, membre du groupe Les Musclés (° 15 février 1944).
- 13 septembre : Paul Burke, acteur américain (° 12 juillet 1926).
- 23 octobre : Lou Jacobi, acteur canadien (° 28 décembre 1913).
- 9 décembre : Gene Barry, acteur et producteur de cinéma américain (° 14 juin 1919).